# Roger Laroque
Pour les articles homonymes, voir Laroque.
Roger Laroque est un homme politique français, né le 5 octobre 1910 à Nouméa (Nouvelle-Calédonie), et mort le 18 novembre 1985 à Nouméa. Il est le maire de Nouméa de 1953 à son décès en 1985.

## Jeunesse et carrière d'homme d'affaires
Roger Laroque est le cinquième enfant, et le deuxième fils, de Gabriel Laroque (1867-1942), homme d'affaires et homme politique néo-calédonien originaire de Bordeaux arrivé à Nouméa en 1893 pour diriger les affaires de la Maison Ballande en Nouvelle-Calédonie, ce qui comprend à la fois des magasins, des mines et des navires de commerce. Il fait fructifier les affaires de ce groupe dans le Pacifique en fondant notamment la Société française des Nouvelles-Hébrides ou en contribuant à la création des Hauts-Fourneaux de Doniambo devenu depuis l'usine de la Société Le Nickel. En parallèle de ses actions commerciales, il est élu au conseil général de la colonie à partir de 1896 et cela jusqu'à son retour à Bordeaux en 1925 pour prendre la présidence du conseil d'administration de la Maison Ballande. De par sa mère, native de Nouméa, Roger Laroque était sinon le petit-fils de l'industriel et homme d'affaires local Marcel Préveraud de Sonneville (1847-1923), lui aussi originaire de Bordeaux et arrivé dans la colonie pour y fonder un comptoir, une petite usine de sirops et de liqueurs et y représenter les intérêts de son père, un armateur bordelais.
Issu donc d'une bonne famille nouméenne, Roger Laroque étudie au collège Lapérouse à Nouméa puis finit sa scolarité à Bordeaux. Devenu homme d'affaires, comme son père et ses frères, il travaille tout d'abord pour le Crédit lyonnais de 1931 à 1936 avant de rejoindre à son tour le groupe Ballande qui l'envoie à Nouméa en mai 1937. Il gravit alors tous les échelons des Établissements Ballande en Nouvelle-Calédonie puisqu'il en devient successivement fondé de pouvoir, sous-directeur, directeur et enfin directeur général à partir de 1956. En parallèle, il est aussi président-directeur général de la société du Chalandage, président des Forges et Chantiers de l'Océanie ainsi que du conseil d'administration du Port autonome de Nouméa, devenant de fait l'un des principaux acteurs de la vie économique du territoire.
Il participe à la Seconde Guerre mondiale comme capitaine au sein des Forces françaises libres et ne revient en Nouvelle-Calédonie, devenue territoire d'Outre-mer, qu'en 1946.

## Mairie de Nouméa
Un an après son retour, Roger Laroque est élu conseiller municipal de Nouméa et devient le 1er adjoint d'Henri Sautot, ancien gouverneur de la Nouvelle-Calédonie pour la France libre de 1940 à 1942. Il lui succède comme maire le 7 mai 1953, et le reste jusqu'à sa mort le 18 novembre 1985, réélu au 1er tour à chaque élection.
Il est alors le maire d'une commune en plein essor durant la période dite du « Boom du nickel » des années 1960 et 1970. Ainsi, Nouméa passe de 11 450 habitants en 1951 et 22 235 en 1956 à 60 112 en 1983, la population de la capitale étant multipliée par cinq. L'urbanisation s'étend ainsi à toutes les zones de la presqu'île de Nouméa, de nouveaux lotissements sont créés ainsi que des grands ensembles d'habitat collectif (à Montravel, Magenta, Rivière-Salée ou à Saint-Quentin à la sortie de la ville). Le quartier industriel de Ducos se développe autour de l'usine de traitement de nickel de Doniambo, avec notamment l'extension du port autonome par des espaces gagnés sur la mer qui permet de transformer définitivement l'ancienne île Nou en la presqu'île de Nouville. Sous sa direction, le budget de la commune passe ainsi de 60 millions de Francs CFP à près de 2 milliards. Il fait édifier une nouvelle mairie moderne en béton pour remplacer l'ancienne, vieille maison coloniale devenue trop exigüe pour accueillir le conseil municipal d'une ville de plus de 50 000 habitants et qui sert désormais de musée de la ville. Enfin, la fin de sa magistrature sera marquée par les Évènements et la mise en place d'un couvre-feu dans la ville.
Considéré par beaucoup comme celui qui a accompagné la transformation de Nouméa d'une petite commune coloniale en une ville moyenne moderne, pour d'autres il a été le maire de « Nouméa la blanche ». Fervent opposant à l'indépendance mais aussi à toute forme d'autonomie, proche des gaullistes et des républicains indépendants opposés localement à l'Union calédonienne autonomiste qui dominait alors la vie politique locale, il a ainsi été l'un des rares hommes politiques à militer pour une départementalisation. En 1970 il déclare : « Il faut faire du Blanc », développant l'idée qu'il faut alors favoriser l'immigration venant de la Métropole afin de court-circuiter le sentiment indépendantiste qui commence à se répandre dans la population kanak, idée reprise dans la circulaire Messmer de 1972.
Lors des élections législatives de 1968, il est le candidat de l'opposition gaulliste et anti-autonomiste face au député sortant de l'UC Rock Pidjot. Ce dernier est réélu au 1er tour avec 13 930 voix contre 11 621 à Laroque. Il a également été élu à l'Assemblée territoriale de 1972 à 1984 et préside l'Entente démocratique et sociale (EDS) de sa création en 1972 à sa disparition en 1977.
Cet anti-indépendantisme le pousse à adhérer dès sa création en 1977 au Rassemblement pour la Calédonie de Jacques Lafleur, parti qui devient à partir de 1978 le Rassemblement pour la Calédonie dans la République (RPCR) et dont il est le président d'honneur avec le Kanak Auguste Parawi-Reybas.
À la suite de son décès le 18 novembre 1985, son 1er adjoint depuis 1983, Jean Lèques, lui succède à la tête de la mairie. En son honneur, dès le 25 février 1986, le conseil municipal décide de donner le nom de Roger Laroque à la route et à la promenade bordant le littoral le long de la Baie des citrons et de l'Anse Vata au sud de la presqu'île. Enfin, une statue en pied en fonte le représentant, réalisée par le sculpteur Jean Cazieux, a été érigée le 18 novembre 1986 pour le premier anniversaire de sa mort à l'entrée de l'hôtel de ville de Nouméa.

## Décorations
- Officier de la Légion d'honneur [7]
- Médaille commémorative des services volontaires dans la France libre[7]